# Jürgen Evers
Jürgen Evers (ur. 29 kwietnia 1965 w Stuttgarcie) – niemiecki lekkoatleta specjalizujący się w biegach sprinterskich, uczestnik letnich igrzysk olimpijskich w Los Angeles (1984). W czasie swojej kariery reprezentował Republikę Federalną Niemiec.

## Sukcesy sportowe
- srebrny medalista mistrzostw RFN w biegu na 100 metrów – 1986[1]
- brązowy medalista mistrzostw RFN w biegu na 200 metrów – 1986[2]

| Rok  | Miasto      | Zawody                      | Konkurencja                      | Wynik         |
| ---- | ----------- | --------------------------- | -------------------------------- | ------------- |
| 1983 | Schwechat   | mistrzostwa Europy juniorów | bieg na 200 m sztafeta 4 × 100 m | złoty medal   |
| 1983 | Helsinki    | mistrzostwa świata          | sztafeta 4 × 100 m               | 5. miejsce    |
| 1984 | Los Angeles | igrzyska olimpijskie        | sztafeta 4 × 100 m               | 5. miejsce    |
| 1986 | Stuttgart   | mistrzostwa Europy          | bieg na 200 m                    | srebrny medal |

## Rekordy życiowe
- bieg na 100 metrów – 10,31 – Schwechat 25/08/1983
- bieg na 200 metrów – 20,37 – Schwechat 28/08/1983